# سباستيان سيسبيدز
سباستيان سيسبيدز (بالإسبانية: Sebastián Céspedes)‏ هو لاعب كرة قدم تشيلي، ولد في 18 أبريل 1992 في رانكاغوا في تشيلي. لعب مع نادي أوهيجينس.

## وصلات خارجية
- سباستيان سيسبيدز على موقع قاعدة بيانات كرة القدم.إي يو (الإنجليزية)
- سباستيان سيسبيدز على موقع Soccerway.com (الإنجليزية)
- سباستيان سيسبيدز على موقع عالم كرة القدم.نت (الإنجليزية)
- سباستيان سيسبيدز على موقع AS.com (الإسبانية)